# История на Русия
Историята на Русия води началото си от историята на източните славяни и на угро-финските народи. Традиционната начална дата на специфично руската история е  862 г., създаването на държавата Гардарики, управлявана от варяги, в Новгород. Тя обхваща всичките земи, населени с илменски (новгородски) славяни, вепси и воти, и е основана от варяжкия предводител Рюрик. През 882 г. Рюриковият наследник, новгородският княз Олег, превзема Киев, обединявайки северните и южните земи на източните славяни под единно управление, премествайки центъра на властта в Киев към края на X век и запазвайки значителна автономия на северните и южните части. Киевска Рус приема християнството през 988 г. при управлението на Владимир I. С това започва синтезът на византийска, славянска и скандинавска култура, които определят руската култура през следващото хилядолетие. Киевска Рус в крайна сметка се разпада под натиска на монголските нашествия през 1237 – 1240 г. След XIII век Великото московско княжество се откроява като значителна политическа и културна сила, движеща обединението на руските територии. Към края на XV век много от дребните княжества около Москва са обединени с московското, което поема пълен контрол над собствения си суверенитет при Иван III Велики.
Иван Грозни преобразува Великото московско княжество в Руско царство през 1547 г. През 1598 г. смъртта на неговия син Фьодор I, който няма деца, създава криза на наследяването и настъпва период на хаос и гражданска война, известен като Смутното време. То завършва през 1613 г. с коронацията на Михаил Романов за първи цар от династията Романови. През останалата част от XVII век Русия завършва изследването и завладяването на Сибир, като до края на века претендира за земи чак до Тихия океан. Във вътрешната политика царската власт се сблъсква с множество въстания, например това през 1670 – 1671 г. с казашкия водач Стенка Разин. През 1721 г., след Северната война, цар Петър Велики преименува държавата на Руска империя. Петър е известен и с това, че основава Санкт Петербург като нова столица на своята империя и че въвежда западноевропейската култура в Русия. През 1762 г. императрица Екатерина Велика продължава западната политика на Петър Велики и поставя началото на ерата на руското просвещение. Внукът на Екатерина, Александър I, отблъсква нашествие на френския император Наполеон, което спечелва на Русия статут на една от великите сили.
Селските бунтове се засилват през деветнадесети век, кулминирайки през 1861 г. с премахването на руското крепостничество от Александър II В следващите десетилетия реформаторски усилия като Столипинските реформи от 1906 – 1914 г., конституцията от 1906 г. и Държавната дума (1906 – 1917 г.) се опитват да отворят и либерализират икономиката и политическата система, но императорите отказват да се откажат от автократичното управление и се съпротивляват на намаляването на едноличната си власт. Комбинацията от икономическа криза, незадоволително участие на Русия в Първата световна война и недоволство от самодържавието предизвикват Руската революция през 1917 г. Февруарската революция слага край на монархията и довежда на власт коалиция от либерали и умерени социалисти, но неуспешните им политики завършват с Октомврийската революция. През 1922 г. Руска СФСР, Украинската ССР, Беларуската ССР и Закавказката СФСР подписват Договор за създаването на СССР, официално обединявайки и четирите републики, за да образуват Съветския съюз като единна държава. Между 1922 и 1991 г. историята на Русия по същество е история на Съветския съюз. През 40-те години на XX век СССР е сред победителите във Втората световна война, макар че първоначално подписва пакт за ненападение с нацистка Германия и двете страни нахлуват в Полша. След изненадващото нашествие на Германия в Съветския съюз през юни 1941 г. започва т.нар. Велика отечествена война за СССР. В последните етапи на войната Червената армия напредва до Берлин. В резултат на победата в сферата на влияние на СССР попадат редица държави в Източна Европа, които формират социалистически Източен блок. Това спомага през втората половина на XX век СССР да се превърне в суперсила, конкурираща се с другата суперсила Съединените щати и с други западни страни в Студената война.
Към средата на 80-те години на XX век, когато слабостите на съветските икономически и политически структури стават все по-изразени, Михаил Горбачов предприема големи реформи, които в крайна сметка отслабват влиянието на комунистическата партия и водят до разпадане на Съветския съюз. В Източна Европа протичат демократични революции, Русия остава сама и започва историята на постсъветска Русия. Руската съветска федеративна социалистическа република се преименува на Руска федерация и става основен приемник на Съветския съюз. Русия запазва ядрения си арсенал, но губи статута си на суперсила. Премахвайки централното планиране и държавната собственост в икономиката през 90-те години на XX век, нови лидери, сред които изпъква Владимир Путин, поемат политическата и икономическата власт след 2000 г. и провеждат външна политика, която се стреми към възстановяване на престижа на суперсила. В съчетание с икономическия растеж, Русия постепенно възвръща значителен глобален статут. Спорното Анексиране на Крим от Русия през 2014 г. е последвано от икономически санкции, наложени на Русия от Съединените щати и Европейския съюз. Санкциите са значително разширени след агресивното руско нападение над Украйна през 2022 г. Под ръководството на Путин корупцията в Русия е оценена като най-лошата в Европа, а положението с човешките права в Русия е все по-критикувано от международни наблюдатели.

## Античност
В края на VIII век пр.н.е. древногръцки търговци посещават търговските центрове Танаис и Фанагория. Херодот описва скитския град Гелон като огромен град (най-големият в Европа), укрепен със земни насипи и дърво, обитаван около 500 г. пр.н.е. от скитските племена хелони и будини. През 513 г. пр.н.е. цар Дарий I започва военна кампания на Ахеменидската империя покрай Черно море към Скития (Скитска война), съвременна Украйна, като в крайна сметка достига река Танаис (Дон).
През VII и VI век пр.н.е. древни гърци, предимно от Милет, колонизират големи части от съвременен Крим и Азовско море, като в крайна сметка се обединяват в Боспорското царство до 480 г. пр.н.е. и са включени в голямото Понтийско царство през 107 г. пр.н.е. То в крайна сметка е завладяно от Римската република, а Боспорското царство става клиентска държава на Римската империя. Около II век сл.н.е. готите мигрират към Черно море, а през III и IV век сл.н.е. в Южна Русия според Йорданес съществува полулегендарното готско царство Ойум, по-късно завладяно от хуните. Между III и VI век. Боспорското царство е завладяно от последователни номадски вълни на войнствени племена, които често мигрират към Европа, например хуните и тюркските авари.
Степите в долната част на Волжския басейн между Каспийско и Черно море до VIII век са обитавани от хазарите. Известни със своите закони, толерантност и космополитизъм, хазарите са основната търговска връзка между Балтика и ислямската империя на Абасидите със столица Багдад. Те са важни съюзници на Византия и водят серия от успешни войни срещу Арабските халифати.

## Ранна история

### Ранните славяни
Някои от предците на съвременните руснаци са славянски племена, заселили се първоначално според някои учени около Припятските блата. Първите източни славяни постепенно заселват Западна Русия на две вълни: едната се движи от Киев (днешна Украйна) към днешни Суздал и Муром, а другата от Полоцк (днешна Беларус) към Новгород и Ростов.
След VII век източните славяни съставляват по-голямата част от населението в днешна Западна Русия и бавно завладяват и асимилират местните финландски и балтийски племена, като меря, муромяните и мещера.
Още през 825 – 850 г., а може би дори по-рано, на север от средното течение на Днепър съществува политическа йерархия. Всъщност, според „Бертинските летописи“, някои Роси (Rhōs, както са били известни на византийците) придружават византийско пратеничество до двора на франкския крал Лудвиг Благочестиви, молейки за помощ да се завърнат в родината. На техния владетел се приписва титлата каган, подобно на хазарите, но те все пак твърдели, че принадлежат към „народа на шведите“. Конкретните факти, свързани с този хипотетичен Руски каганат, обаче са обект на множество противоречиви исторически тълкувания.

### Киевска Рус (862 – 1240)
Скандинавските завоеватели, известни като викинги на Запад и варяги на Изток, съчетават пиратство и търговия в цяла Северна Европа. В средата на IX век те започват да проникват по водните пътища от източно Балтийско море до Черно и Каспийско море. Според легендарното „Призоваване на варягите“, записано в няколко руски хроники, като Новгородската първа летопис и Повест за миналите времена, варягите Рюрик, Синеус и Трувор са поканени през 60-те години на IX век, за да възстановят реда в три града: Велики Новгород (повечето текстове) или Стара Ладога (Ипатиев кодекс); Белозерск; и Изборск (повечето текстове) или „Словенск“ (Псковска трета летопис). През 862 г., е създадена държавата Гардарики, управлявана от варяги, в Новгород. Тя обхваща всичките земи, населени с илменски (новгородски) славяни, вепси и воти, и е основана от варяжкия предводител Рюрик. Твърди се, че техните наследници се преместват на юг и разширяват властта си до Киев, който преди това е владян от хазарите.
Така през IX век по долината на река Днепър възниква Киевска Рус – първата източнославянска държава на етноса Рус. Като координирана група от княжества с общ интерес от поддържане на търговията по речните пътища, Киевска Рус контролира търговския път за кожи, восък и роби между Скандинавия и Византийската империя по реките Волхов и Днепър.
Към края на X век малцинствената варяжка военна аристокрация се е сляла с местното славянско население, което е обект на византийско християнско влияние в хода на многобройните кампании за плячкосване на Константинопол. Една такава кампания отнема живота на най-видния славянски водач, Светослав I, който е известен с това, че прекратява властта на хазарите по Волга.
Киевска Рус е важна с въвеждането на славянски вариант на източноправославната религия, като задълбочава синтеза на византийската и славянската култура. Това определя развитието на руската култура през следващите хиляда години. Регионът приема християнството през 988 г. с официалния акт на публично кръщение на киевските жители от княз Владимир I. Няколко години по-късно Ярослав Мъдри въвежда първия сборник със закони, Руска правда. От самото начало киевските князе следват византийския пример и църквата е зависима от тях.
Към XI век, особено по време на управлението на Ярослав Мъдри, Киевска Рус демонстрира икономика и постижения в архитектурата и литературата, превъзхождащи тези, съществували тогава в западна Европа. В сравнение с езиците на европейското християнство, руският език слабо се повлиява от гръцкия и латинския език на раннохристиянските писания. Това е така, защото вместо тях в литургията се използва църковнославянският. В края на XI век номадският тюркски народ кипчаки (известни също като кумани), измества печенегите в южните степни райони, съседни на Рус, и основава номадска държава в степите при Черно море (Дещ-е-Кипчак). Отблъскването на редовните им атаки, особено към Киев, е тежко бреме за южните райони на Рус. Номадските нашествия причиняват масов приток на славяни към по-безопасните, гъсто залесени райони на север, особено в района, известен като Залесие.
Киевска Рус в крайна сметка се разпада като държава поради вътрешни борби между членовете на княжеското семейство, които я управляват колективно. Господството на Киевското княжество намалява в полза на Владимирско-Суздалското княжество на североизток, Новгородската земя на север и Галицко-Волинското княжество на югозапад. Нашествието на монголската Златна орда през XIII век е последният удар. Киев е разрушен. Галич-Волин в крайна сметка бива погълната от Полско-литовската държава, докато доминираните от монголите Владимир-Суздал и независимата Новгородска република, два региона в периферията на Киев, установяват основата на съвременната руска нация.

### Монголско нашествие и владичество (1223 – 1480)
Нахлуващите монголи ускоряват раздробяването на Киевска Рус. През 1223 г. разединените южни князе стават обект на монголски набези при река Калка и са категорично победени. През 1237 – 1238 г. монголите опожаряват Владимир (4 февруари 1238 г.) и други големи градове в североизточна Русия, разбиват руснаците при река Сит и след това се придвижват на запад към днешна Полша и Унгария. Дотогава по-голямата част от руските княжества е завладяна. Само Новгородската република избягва окупацията и продължава да процъфтява в орбитата на Ханзейската лига.
Въздействието на монголите върху териториите на Киевска Рус е неравномерно. Развитата градска култура е почти напълно унищожена. По-старите центрове като Киев и Владимир никога не се възстановяват от опустошенията на първоначалната атака, и по-новите градове Москва, Твер и Нижни Новгород започват да се конкурират за хегемония в руските княжества под владичеството на монголите и по-късно на Златната орда. Въпреки че коалиция от руски князе, водена от Дмитрий Донски, побеждава монголския военачалник Мамай в битката при Куликово през 1380 г., като наказание за съпротивата войските на новия хан Тохтамиш и неговите руски съюзници незабавно разграбват Москва през 1382 г. Монголското господство над руските княжества, наред със събирането на данъци от различни господари като кримските ханове, продължава и в началото на XVI век, въпреки по-късните твърдения на московски книжници, че нерешителният сблъсък при Угра през 1480 г. означава „край на татарското иго“ и „освобождението на Русия“.
Монголите доминират долното течение на Волга и държат Русия под властта си от западната си столица Сарай Бату, един от най-големите градове на средновековния свят. Руските князе плащат трибут на монголите, наричани обичайно татари до 20-те години на XX век в Русия; но в замяна получават правото да действат като пълномощници на хановете. Като цяло князете имат значителна свобода да управляват както желаят, докато Руската православна църква дори преживява духовно възраждане.
Монголите са оказали своето влияние върху руснаците в области като военната тактика и транспорта. Под монголска окупация Московия също така развива своя пощенска мрежа, въвежда преброяване на населението, фискална система и военна организация.
В същото време новгородският княз Александър Невски успява да отблъсне настъплението на Северните кръстоносни походи срещу Новгород от запад. Въпреки това, ставайки велик княз, Александър се признава за васал на Златната орда, тъй като няма сили да се противопостави на нейната власт.

## Велико московско княжество (1283 – 1547)

### Възходът на Москва
Най-малкият син на Александър Невски Даниил Московски основава Московското княжество (известно и като Московия на английски), което първоначално сътрудничи с татарите, но в крайна сметка ги прогонва от Русия. Добре разположена в централната речна система на Русия и заобиколена от защитни гори и блата, Москва първоначално е само васал на Владимирско-Суздалското княжество, но скоро го поглъща.
Основен фактор за възхода на Москва е сътрудничеството на нейните владетели с монголските господари, които им дават титлата „Велик московски княз“ и ги упълномощават да събират вместо тях данъка от руските княжества. Престижът на Москва се засилва още повече, когато то става център на Руската православна църква. Нейният глава, митрополитът, бяга от Киев във Владимир през 1299 г., а няколко години по-късно установява постоянното седалище на църквата в Москва, първоначално като Киевски митрополит.
Към средата на XIV век властта на монголите намалява и великите московски князе се чувстват способни открито да се противопоставят на монголското иго. През 1380 г., в Куликовската битка на река Дон монголите са победени и въпреки че тази трудно извоювана победа не слага край на тяхното владичество в Русия, тя носи голяма слава на великия княз Дмитрий Донски. Лидерството на Москва вече е здраво утвърдено в Русия и към средата на XIV век територията ѝ се разширява значително чрез придобивки на територии, войни и бракове.

### Управление на Иван III
През XV век великите московски князе продължават да консолидират своите земи, като увеличават населението и богатството си. Най-успешно прилага този подход московският княз Иван III, който полага основите на руска национална държава. Иван се съревновава с могъщия си северозападен съперник, Великото литовско княжество, за контрол над някои от полунезависимите т.нар. „Горни княжества“ в басейните на горното течение на реките Днепър и Ока. Възползвайки се от дезертьорството на някои от князете, провокирани гранични сблъсъци и дълга война с Новгородската република, Иван III успява да анексира Новгород и Твер. В резултат на това, Великото московско княжество утроява размера си под неговото управление.
По време на конфликта му с Псков, монахът Филотей Псковски съставя писмо до Иван III с пророчеството, че царството му ще стане Трети Рим. Падането на Константинопол в ръцете на османците през 1453 г. и смъртта на последния византийски православен император допринасят за възникването на идеята за възход на Москва като седалище на православното християнство и Нов Рим, подкрепена и от брака на Иван с византийската принцеса София Палеологина през 1472 г.
При Иван III в Русия е създаден първият централен държавен орган: Приказ. Приет е и Съдебник, първият сборник със закони от XI век насам. Двуглавият орел на Източната римска империя е приет за герб на Русия, а на запазен негов печат от края на управлението му използва титлата „Иван, по божия милост господар на цяла Русия и велик княз владимирски и московски, и новгородски, и псковски, и тверски, и угорски, и вятски, и пермски, и български“.
Иван провъзгласява абсолютния си суверенитет над всички руски князе и благородници. Отказвайки да плаща по-нататъшни данъци на татарите, Иван инициира серия от атаки, които откриват пътя за пълното поражение на залязващата Златна орда, вече разделена на няколко ханства и орди. Иван и неговите наследници се стремят да защитят южните граници на владенията си от нападенията на кримските татари и други орди. За да постигнат тази цел, те инициират изграждането на фортификационна верига от крепости „Голям пояс на заселването“ (на руски: Большая засечная черта) и предоставят поземлени имения на благородници, които в замяна са задължени да служат при нужда от отбрана. Системата от имения осигурява стабилна основа за създаване на кавалерийска армия.
Вътрешната консолидация съпътства външното разширяване на държавата. Към XVI век владетелите на Москва вече считат цялата руска територия за своя колективна собственост. Различни полунезависими князе все още претендират за определени територии, но Иван III ги принуждава да признаят великия московски княз и неговите потомци за безспорни владетели с пълен контрол върху военните, съдебните и външните работи на княжествата им. Постепенно той се очертава като могъщ, автократичен владетел, цар. Първият руски владетел, който официално се коронясва за цар, е Иван IV.
Иван III утроява територията на държавата си, слага край на господството на Златната орда над руснаците, обновява Московския кремъл и полага основите на руската държава. Биографът Фенъл заключава, че неговото царуване е „славно от военна гледна точка и икономически стабилно“ и особено изтъква неговите териториални анексии и централизирания му контрол над местните владетели. Фенъл обаче твърди, че неговото царуване е и „период на културна депресия и духовно безплодие. Свободата бива потушена в руските земи. Чрез фанатичния си антикатолицизъм Иван дърпа завесата между Русия и Запада. В името на териториалното разширение той лишава страната си от плодовете на западното образование и цивилизация.“

## Руско царство (1547 – 1721)

### Иван IV Грозни
Развитието на автократичните царски правомощия достига своя връх по време на управлението на Иван IV (1547 – 1584), по-известен като „Иван Грозни“. Той укрепва позицията на монарха до безпрецедентна степен, като безмилостно подчинява благородниците на волята си, изгонвайки или екзекутирайки мнозина при най-малкото неподчинение. Въпреки това Иван често е възприеман като далновиден държавник, който реформира Русия, като обнародва нов сборник със закони (Судебник от 1550 г.), създава първия руски феодален представителен орган (Земски събор), ограничава влиянието на духовенството и въвежда местно самоуправление в селските райони. Царят създава и първата редовна армия в Русия: Стрелците.
Дългата Ливонска война (1558 – 1583) за контрол над балтийското крайбрежие и достъп до морската търговия, в крайна сметка се оказва скъпоструващ провал за Русия. За сметка на това Иван успява да анексира Казанското, Астраханското и Сибирското ханства, като така спира миграцията на агресивни номадски орди от Азия към Европа през Волга и Урал. Чрез тези завоевания Русия се сдобива със значително мюсюлманско татарско население и се очертава като мултиетническа и мултиконфесионална държава. Също така около този период търговското семейство Строганови установява здрава база в Урал и набира отряди руски казаци, за да колонизират Сибир.
В по-късната част от царуването си Иван разделя царството си на две. В зоната, известна като опричнина, последователите на Иван извършват серия от кървави чистки на феодалната аристокрация (която той подозира в предателство след измяната на княз Андрей Курбски), кулминиращи с Новгородското клане през 1570 г. Това, съчетано с военните загуби, епидемиите и лошите реколти, отслабва Русия дотолкова, че кримските татари успяват да ограбят централни руски райони и да опожарят Москва през 1571 г. Въпреки това, през 1572 г. руснаците побеждават кримско-татарската армия в битката при Молоди и Иван изоставя опричнината.
В края на управлението на Иван IV полско-литовската и шведската армия извършват мощно нахлуване в Русия, опустошавайки северните и северозападните ѝ райони.

### Смутно време
Фьодор умира през 1598 г., без да остави наследници. Така се слага край на династията Рюрикови, управлявала руските земи в продължение на 700 години. Поставено е началото на т.нар. „Смутно време“, период на граждански войни и чуждестранни нашествия, известен като Смутното време (1606 – 1613). Изключително студените лета (1601 – 1603) унищожават реколтата, което води до Великия глад от 1601 – 1603 г. и засилва социалната дезорганизация. Царуването на Борис Годунов завършва с хаос, гражданска война, съчетана с чуждестранно нашествие, опустошение на много градове и обезлюдяване на селските райони. Страната, разтърсена от вътрешен хаос, е подложена на няколко пъти на намеса от страна на Полско-литовската държава. По време на Полско-московската война (1605 – 1618) полско-литовските сили достигат Москва и през 1605 г. поставят на власт самозванеца Лъжедмитрий I, а през 1607 г. подкрепят Лъжедмитрий II. Решителният момент настъпва, когато обединената руско-шведска армия е разбита от полските сили под командването на хетман Станислав Жолкевски в битката при Клушино на 
 24 юни 1610 г. След битката Седемте боляри, група руски благородници, свалят цар Василий Шуйски на 17 юли и обявяват полския княз Владислав IV Васа за руски цар на 27 август 1610 г. Поляците окупират Москва на 11 септември. Жителите на Москва въстават, но бунтовете са брутално потушени и градът е опожарен.
Кризата провокира патриотични национални въстания срещу нашествието, както през 1611, така и през 1612 г. Доброволческа армия, водена от търговеца Кузма Минин и княз Дмитрий Пожарски, прогонва чуждестранните войски от столицата на 22 октомври 1612 г.
След „Смутното време“ и управлението на слаби или корумпирани царе руската държавност оцелява благодарение на силата на централната бюрокрация. Правителствените чиновници продължават да служат, независимо от легитимността на владетеля или фракцията, контролираща трона. Смутното време обаче причинява загуба на голяма територия в полза на Полско-литовската държава в Руско-полската война, както и в полза на Шведската империя в Ижорската война.

### Възкачване на Романови и ранно управление
През февруари 1613 г., след размириците и прогонването на поляците от Москва, народно събрание (земски събор) избира за цар Михаил Романов, младият син на патриарх Филарет. Династията Романови управлява Русия до 1917 г.
Непосредствената задача на новия монарх е да възстанови мира. За щастие на Москва, основните ѝ врагове, Жечпосполита и Швеция, се намират в ожесточен конфликт помежду си, което дава възможност на Русия да сключи мир с Швеция през 1617 г. и да подпише примирие с Жечпосполита през 1619 г.
Възстановяването на загубените територии започва в средата на XVII век, когато Хмелницкото въстание (1648 – 1657) в Украйна срещу полското владичество довежда до Переяславския договор между Русия и украинските казаци. В договора Русия предоставя защита на казашката държава в Левобережна Украйна, която преди това е под полски контрол. Това предизвиква продължителна Руско-полска война (1654 – 1667), която завършва с Андрусовския договор, с който Полша приема загубата на Левобережна Украйна, Киев и Смоленск. Руското завладяване на Сибир, започнато в края на XVI век, продължава през XVII век. До края на 40-те години на XVII век руснаците достигат брега на Тихия океан, а руският изследовател Семьон Дежньов открива пролива между Азия и Америка. Руската експанзия в Далечния изток среща съпротивата на Китай, управляван от династията Цин. След войната между Русия и Китай е подписан Нерчинският договор, който разграничава териториите им в Амурския регион.
Вместо да рискуват именията си в нова гражданска война, болярите сътрудничат с първите Романови, което им позволява да завършат работата по бюрократичната централизация. По този начин държавата изисква служба както от старата, така и от новата аристокрация, предимно във войската. В замяна царете позволяват на болярите да завършат процеса на закрепостяване на селяните.
През предходния век държавата постепенно ограничава правата на селяните да се местят от един земевладелец към друг. С пълното санкциониране на крепостничеството от страна на държавата, избягалите селяни се превръщат в държавни бегълци, а властта на земевладелците над селяните, „привързани“ към земята им, става почти пълна. Държавата и благородниците заедно налагат непосилно данъчно бреме върху селяните, чийто размер в средата на XVII век е 100 пъти по-голям, отколкото век по-рано. По същия начин, градските търговци и занаятчии от средната класа биват облагани с данъци и им е забранено да сменят местожителството си. Всички слоеве от населението подлежат на военна служба и специални данъци.
Бунтовете сред селяните и гражданите на Москва по това време са ендемични и най-известни са Солният бунт (1648 г.), Медният бунт (1662 г.) и Московското въстание (1682 г.). Най-голямото селско въстание в Европа през XVII век избухва през 1667 г. Докато свободните заселници в Южна Русия, казаците, реагират срещу нарастващата централизация на държавата, крепостните селяни бягат от своите господари и се присъединяват към бунтовниците. Казашкият водач Стенка Разин повежда последователите си нагоре по река Волга, подбуждайки селски въстания и заменяйки местните власти с казашка власт. Царската армия най-накрая смазва войските му през 1670 г.; година по-късно Стенка е заловен и обезглавен. И все пак, по-малко от половин век по-късно, напрежението от военните експедиции довежда до ново въстание в Астрахан, което в крайна сметка е потушено.

## Руска империя (1721 – 1917)

### Население
Голяма част от експанзията на Русия протича през XVII век, кулминирайки с първата руска колонизация на Тихия океан в средата на XVII век, Руско-полската война (1654 – 1667), която включва Левобережна Украйна, и руското завладяване на Сибир. Полша е разделена в годините 1790 – 1815 г., като голяма част от земята и населението отиват в Русия. По-голямата част от растежа през XIX век идва от добавянето на територии в Азия, южно от Сибир.
| Година  | Население на Русия (милиони) | Бележки                                   |
| 1720 г. | 15.5                         | включва нови балтийски и полски територии |
| 1795 г. | 37.6                         | включва част от Полша                     |
| 1812 г. | 42.8                         | включва Финландия                         |
| 1816 г. | 73.0                         | включва Конгрес Полша, Бесарабия          |
| 1914 г. | 170.0                        | включва нови азиатски територии           |

### Петър Велики
Петър Велики (Петър I, 1672 – 1725) въвежда централизирана автокрация в Русия и играе важна роля за включването на страната си в европейската държавна система. Русия вече е най-голямата страна в света, простираща се от Балтийско море до Тихия океан. По-голямата част от земята е ненаселена и пътуванията са бавни. Голяма част от разширяването ѝ става през XVII век, кулминирайки с първото руско заселване на Тихия океан в средата на века, възвръщането на Киев и умиротворяването на сибирските племена. Въпреки това, върху тази обширна територия обитава население от само 14 милиона души. С кратък вегетационен период, добивите на зърно изостават от тези на Запад, а отглеждането на картофи все още не е широко разпространено. В резултат на това по-голямата част от населението и работната сила са заети със земеделие. Русия остава изолирана от морска търговия, а вътрешната ѝ търговия, комуникации и производство са сезонно зависими.
Петър реформира руската армия и създава руския флот. Първите му военни усилия са насочени срещу османските турци. Целта му е да установи руски плацдарм на Черно море, като превземе град Азов. След това вниманието му се насочва към север. Русия все още няма сигурно северно морско пристанище, освен Архангел на Бяло море, чието пристанище девет месеца в годината е замръзнало. Достъпът до Балтийско море е блокиран от Швеция, чиято територия го обгражда от три страни. Амбициите на Петър за „прозорец към морето“ го карат през 1699 г. да сключи таен съюз с Полско-литовската държава и Дания срещу Швеция, което води до Великата северна война.
Войната приключва през 1721 г., когато изтощената Швеция иска мир от Русия. Петър придобива четири провинции, разположени на юг и изток от Финския залив, като по този начин си осигурява желания достъп до морето. Там, през 1703 г., той вече е основал града, който ще стане новата столица на Русия, Санкт Петербург. Руската намеса в Полско-литовската държава с Немия сейм бележи началото на 200-годишно господство на Руската империя в този регион. В чест на завоеванията си Петър приема титлата император, а Руското царство официално става Руска империя през 1721 г.
Петър реорганизира управлението си въз основа на най-новите западни модели, превръщайки Русия в абсолютистка държава. Той заменя старата болярска дума (съвет на благородниците) със Сенат, който на практика е върховен държавен съвет. Селските райони също са разделени на нови губернии и области. Петър казва на Сената, че неговата задача е да събира данъци. В резултат на това по време на неговото управление данъчните приходи се утрояват.
В Санкт Петербург са създадени административни колегии (министерства), за да заменят старите правителствени ведомства. През 1722 г. Петър обнародва своята известна Таблица на ранговете (Таблица на ранговете на всички чинове – военни, граждански и придворни). Като част от правителствената реформа, Православната църква бива включена частично в административната структура, което на практика я прави инструмент на държавата. Петър премахва патриаршията и я заменя с колективен орган, Светия синод, ръководен от светски държавен служител. Петър продължава и засилва изискването за полагане на държавна служба от всички благородници.
По онова време на юг някога могъщата персийска империя на Сефевидите запада. Възползвайки се от това, Петър започва Руско-персийската война (1722 – 1723), известна като „Персийската експедиция на Петър Велики“ от руските историографи, за да стане първият руски император, установил руско влияние в региона на Кавказ и Каспийско море. След значителен успех и превземането на много провинции и градове в Кавказ и северната част на Персия, Сефевидите са принудени да отстъпят териториите на Русия. Само 12 години по-късно обаче всички територии са върнати обратно на Персия, която вече е водена от харизматичния военен гений Надер Шах. Това става вследствие на Договора от Рещ и Договора от Ганджа както и на руско-персийския съюз, сключен срещу общия съседен враг Османската империя.
Петър Велики умира през 1725 г., оставяйки неуредено наследяването на трона, но към края на неговото царуване Русия вече се е превърнала във велика сила. Петър I е наследен от втората си съпруга, Екатерина I (1725 – 1727), която е просто марионетка в ръцете на влиятелна група висши чиновници, след това от малолетния си внук, Петър II (1727 – 1730), и накрая от племенницата си, Анна (1730 – 1740), дъщеря на цар Иван V. Наследникът на Анна Иван VI скоро е свален с преврат и от 1741 до 1762 г. управлява Елисавета, дъщеря на Петър I. По време на нейното царуване Русия участва в Седемгодишната война.

### Екатерина Велика
Минават близо 40 години, преди да се появи също толкова амбициозен владетел. Екатерина II, „Велика“ (управлявала 1762 – 1796), е германска принцеса, която се омъжва за определения за престолонаследник на руската корона, след това цар Петър III. Екатерина го сваля с преврат през 1762 г., ставайки царица. Екатерина ентусиазирано подкрепя идеалите на Просвещението, като по този начин си спечелва статута на просветен деспот. Тя покровителства изкуствата, науката и образованието. Тя допринася за възраждането на руската аристокрация, което започва след смъртта на Петър Велики. Екатерина обнародва Хартата на благородниците, потвърждаваща правата и свободите на руските благородници и премахваща задължителната държавна служба. Тя поема контрола над всички църковни земи, драстично намалява размера на манастирите и ограничава бюджета на останалото духовенство.
Екатерина харчи много средства, за да насърчи експанзивна външна политика. Тя разширява руския политически контрол над Полско-литовската държава с действия, включително подкрепя Тарговицката конфедерация. Цената на нейните кампании, плюс потискащата социална система, която изисква от крепостните селяни да прекарват почти цялото си време в работа за своите господари, провокира голямо селско въстание през 1773 г. Вдъхновени от казака Емелян Пугачов, с категоричния вик „Обесете всички земевладелци!“, бунтовниците заплашват да превземат Москва, но Екатерина успява да смаже бунта. Подобно на другите просветени деспоти в Европа, Екатерина затвърждава собствената си власт и сключва съюз с благородниците.
Екатерина успешно води две войни (1768 – 1774, 1787 – 1792) срещу разпадащата се Османска империя и разширява южната граница на Русия до Черно море. През 1775 г. тя ликвидира Запорожката Сеч, а върху бившите земи на украинските казаци, на местата на техните селища, е създадена Новорусийска губерния, в която се строят нови градове: Екатеринослав (1776 г.), Елисаветград, Херсон (1778 г.), Одеса (1794 г.). Русия анексира Крим през 1783 г. и създава Черноморски флот. След това, като се съюзява с владетелите на Австрия и Прусия по време на поделбите на Полша, тя приобщава територии на Полско-литовската държава, където след цял век руско управление преобладава некатолическо, предимно православно население, изтласквайки руската граница на запад към Централна Европа.
В съответствие с договора на Русия с грузинците, за да ги защити от всяко ново нашествие на техните персийски сюзерени и по-нататъшни политически стремежи, Екатерина започва нова война срещу Персия през 1796 г., след като персите отново нахлуват в Грузия и установяват власт над нея около година по-рано, и прогонват новосъздадените руски гарнизони в Кавказ.
През 1798 – 1799 г. руските войски участват във втората антифренска коалиция.Войските под командването на Александър Суворов разгромяват французите в Северна Италия.

### Разцвет на империята (1725 – 1825)
Руските императори от XVIII век изповядват идеите на просветения абсолютизъм. Европеизацията и модернизацията обаче засягат само висшите класи на руското общество, докато по-голямата част от народа, селяните, остава в състояние на крепостничество. Някои влиятелни руснаци обаче негодуват срещу възприемането на чужди идеи. Негативната им реакция става особено силна след Наполеоновите войни. Тя води до мощна антизападна кампания, която „доведе до масово прочистване на западни специалисти и техните руски последователи в университетите, училищата и държавните служби“. Средата на XVIII век е белязана от появата на висше образование в Русия. Открити са първите два големи университета – Санктпетербургският държавен университет и Московският държавен университет. Руското проучване на Сибир и Далечния изток продължава. Голямата северна експедиция полага основите за развитието на Аляска от руснаците. До края на XVIII век Аляска става руска колония (Руска Америка). В началото на XIX век Аляска е използвана като база за първото руско околосветско плаване. През 1819 – 1821 г. руски моряци откриват Антарктида по време на първата руска антарктическа експедиция.
Във финансово отношение Русия се намира непрекъснато в състояние на криза. Докато приходите се увеличават от 9 милиона рубли през 1724 г. до 40 милиона през 1794 г., разходите нарастват доста по-бързо, достигайки 49 милиона през 1794 г. Бюджетът се разпределя 46% за военните, 20% за правителствени икономически дейности, 12% за администрацията и 9% за императорския двор в Санкт Петербург. Дефицитът изисква тегленето на заеми, предимно от Амстердам; 5% от бюджета е предвиден за плащания по дълга. За покриване на разходите по скъпите войни се емитират хартиени пари, което води до инфлация. Русия от XVIII век остава „бедна, изостанала, предимно земеделска и неграмотна страна“.

## Руската империя през XIX в.

### Александър I и победата над Наполеон
Към момента на смъртта ѝ през 1796 г., експанзионистичната политика на Екатерина е превърнала Русия във водеща европейска сила. Александър I продължава тази политика, като отнема Финландия от отслабеното кралство Швеция през 1809 г. и Бесарабия от османците през 1812 г. Негов ключов съветник е полският благородник Адам Йежи Чарториски.
След като руските армии освобождават съюзническа Грузия от персийска окупация през 1802 г., те се сблъскват с Персия за контрол и консолидация над Грузия, както и за иранските територии, които съставляват днешни Азербайджан и Дагестан. Те се включват и в Кавказката война срещу Кавказкия Имамат и Черкезия. През 1813 г. войната с Персия завършва с руска победа, принуждавайки Каджарски Иран да отстъпи части от териториите си в Кавказ на Русия, което драстично увеличава територията и в региона. На югозапад Русия се опитва да се разшири за сметка на Османската империя, използвайки Грузия като своя база за Кавказкия и Анадолския фронт.
В европейската политика Александър I четири пъти променя позицията на Русия през 1804 – 1812 г. от неутрален миротворец към противник или съюзник на Наполеон. През 1805 г. той се присъединява към Великобритания във Войната на Третата коалиция срещу Наполеон, но след тежкото поражение в битката при Аустерлиц той сключва съюз с Наполеон при Тилзитския мир (1807 г.) и се присъединява към Континенталната блокада на Англия. Той води малка военноморска война срещу Великобритания през 1807 – 1812 г., но фактически съюзът с Наполеон се разпада към 1810 г. Руската икономика е зле засегната от прекъсването на търговията с Великобритания. Както отбелязва Есдейл, „Имплицитно в идеята за руска Полша, разбира се, е заложена война срещу Наполеон“. Шрьодер казва, че Полша е основната причина за конфликта, но отказът на Русия да подкрепи Континенталната блокада също е фактор. В крайна сметка през 1812 г. Наполеон се превръща във враг на Александър I, като решава да нахлуе в Русия.
Руската кампания е катастрофа за Наполеон и неговата 450-хилядна сборна войска. Една голяма битка се води при Бородино; жертвите са много, но резултатът е неопределен и Наполеон не успява да победи руската армия. Той се опитва да принуди царя да се предаде, като превзема Москва през есента, въпреки че е загубил повечето си хора. Вместо това руснаците се оттеглят, изгаряйки реколта и хранителни запаси в тактика на опожарената земя, която умножава логистичните проблеми на Наполеон. Французите започват отстъпление, но са застигнати от необичайно ранни студове: 85%–90% от войниците на Наполеон умират от болести, студ, глад или засади на селски партизани. Докато силите на Наполеон се оттеглят, руските войски ги преследват в Централна и Западна Европа, побеждават армията на Наполеон в Битката на народите и накрая превземат Париж. От общо население от около 43 милиона души, Русия губи около 1,5 милиона през 1812 г.; от тях около 250 000 до 300 000 са били войници, а останалите селяни и крепостни.
След поражението на Наполеон, Александър председателства прекрояването на картата на Европа на Виенския конгрес (1814 – 1815), което го прави крал на Полша.
Консервативните монархии в лицето на Руската империя, Австро-Унгария и Прусия, които не желаят да допуснат техните предели да бъдат достигнати от революционните настроения на французите, носещи идеите на либерализма и секуларизма, сключват Свещения съюз. Александър смята революционните движения в Европа за неморални заплахи за законните християнски монарси. Той помага на австрийския политик Клеменс фон Метерних в потушаването на всички национални и либерални движения.
Въпреки че Руската империя играе водеща роля в защита на консерватизма чак до 1848 г., запазването на крепостничеството спира развитието на икономиката. През втората половина на XVIII век в Западна Европа икономическият растеж се засилва с постиженията на Индустриалната революция, развитието на морската търговия и колониализма. Напротив, в стопанско отношение Руската империя изостава от Западна Европа при изоставянето на феодалните порядки, навлизането на стоково-паричните отношения и нарастване на дела на промишлеността. През първата половина на XIX в. в Русия съществуват едновременно крепостната и наемната манифактура, фабричното производство и ръкоделната промишленост.

### Николай I и въстанието на декабристите
Статутът на велика сила на Русия контрастира с неефективността на нейното правителство, изолацията на народа ѝ и икономическата ѝ изостаналост. След победата над Наполеон, Александър I вече е готов да планира конституционни реформи и въпреки че въвежда няколко, опити за коренни промени липсват.
След смъртта си царят е наследен на трона от по-малкия си брат, Николай I (упр. 1825 – 1855), който в началото на царуването си трябва да потушава въстание. Предисторията на бунта се корени в руското участие в Наполеоновите войни, когато в рамките на военните кампании множество добре образовани руски офицери пътуват из Европа. Запознават се с либерализма на Западна Европа и това ги насърчава след завръщането си да търсят промяна в Русия. Резултатът е Декабристкото въстание (декември 1825 г.), проведено от малък кръг либерални благородници и армейски офицери, които искат конституционна монархия и предпочитат за цар да установят Константин Павлович, брата на Николай. Въстанието бива бързо потушено, но като резултат Николай бързо се отказва от либерални реформи и лансира реакционната доктрина „Православие, автокрация и народност“.
През 1826 – 1828 г. Русия води отново война срещу Персия. През първата година са загубени почти всички наскоро консолидирани територии, но скоро Русия си ги възвръща и печели войната. С Туркменчайския договор от 1828 г. тя получава Армения, Нахчеиван, Нагорни Карабах, Азербайджан и Ъгдър. В Руско-турската война от 1828 – 1829 г. Русия нахлува в североизточен Анадол и окупира стратегическите османски градове Ерзурум и Гюмюшхане и, представяйки се за защитник и спасител на гръцкото православно население, получава широка подкрепа от понтийските гърци в региона. След кратка окупация руската имперска армия се оттегля в Грузия. Към 30-те години на XIX век Русия владее всички персийски територии и големи османски територии в Кавказ.
В Полша през 1831 г. цар Николай потушава Ноемврийското въстание, като след това за наказание премахва редица суверенни полски институции (парламент, армия, Варшавски университет). Руската автокрация атакува основни национални ценности като език, религия и култура, което дава повод на полския народ да се разбунтува отново през 1863 г. Януарското въстание от 1863 г. е мащабно полско националноосвободително въстание, което също е жестоко потушено. Франция, Великобритания и Австрия се опитват да се намесят, но не успяват. Руската преса използва полското въстание, за да обедини руската нация, твърдейки, че на Русия е „дадена от Бога мисия да спаси Полша и света“. Полша е наказана, като губи своите отличителни политически и съдебни права, а на училищата и съдилищата е наложена русификация.

### Руска императорска армия
Цар Николай I отделя голямо внимание на армията. При население от 60 – 70 милиона души тя начислява един милион войници. Те обаче имат остаряло въоръжение и тактика, макар че царят се гордее с нейните пищни паради. Кавалерийските коне например са обучавани само в парадна формация и в битка се представят зле. Царят поставя начело на повечето от гражданските агенции генерали, независимо от тяхната квалификация. Армията се превръща в средство за възход за благородните младежи от неруските имперски райони, като Полша, Балтика, Финландия и Грузия. От друга страна, много нарушители, дребни престъпници и социално отхвърлени индивиди биват записвани на доживотна служба в армията като наказание от местните власти. Селските големци контролират заетостта, набора за армията и местния патронаж; те блокират реформите и изпращат в армията най-неперспективните селски младежи. Системата за наборна военна служба е непопулярна сред народа, както и практиката селяните да бъдат принуждавани да настаняват войниците за шест месеца в годината.
В края на царуването на Николай Кримската война показва на света, че Русия е военно слаба, технологично изостанала и административно некомпетентна. Въпреки амбициите на царя към юга и Османската империя, Русия не изгражда в тази посока железопътна мрежа, а комуникациите са лоши. Бюрокрацията е пронизана от корупция и неефективност и не е подготвена за война. Военноморските сили са слаби и технологично изостанали; армията, макар и многочислена, е добра само за паради, страда от командири, които присвояват заплатите на подчинените си, има нисък боен дух и е далеч от най-новите технологии. Лидерите на нацията осъзнават, че са необходими спешни реформи.

### Руското общество през първата половина на XIX век
Началото на XIX век е времето, когато руската литература израства като самостоятелно и много ярко явление.
Сред руските интелектуални кръгове се оформят две основни течения. Привържениците на Запада предпочитат примера на Западна Европа, докато противниците им призовават за завръщане към традициите на миналото. Вторият път на развитие се подкрепя от славянофилите, които презират „декадентския“ Запад. Славянофилите са противници на бюрокрацията и предпочитат колективизма на средновековния руски мир, или селска община, пред индивидуализма на Запада. Представител на западняшкото движение е Пьотър Чаадаев. Той разобличава културната изолация на Русия от Западна Европа в своите „Философски писма“ от 1831 г., хвърля съмнение върху величието на руското минало и осмива православието, защото не успява да осигури солидна духовна основа за руския ум. Той призовава Русия да подражава на Западна Европа, особено в рационалното и логическото мислене, на нейния прогресивен дух, на нейното лидерство в науката и на нейното лидерство по пътя към свободата. Висарион Белински и Александър Херцен са видни привърженици на Запада.

### Кримска война
След отечествената война срещу Наполеон Русия се намесва дълбоко в делата на Европа като част от „Свещения съюз“. Този съюз е сформиран, за да служи като „полицай на Европа“. За поддържането му обаче са необходими големи армии. Прусия, Австрия, Великобритания и Франция (другите членове на съюза) не разполагат с големи армии и се нуждаят от Русия, за да осигури необходимия брой войници, което отговаря на философията на Николай I. Царят изпраща армията си в Унгария през 1849 г. по искане на Австрийската империя и потушава въстанието там, като същевременно предотвратява разпространението му в Руска Полша. Царят предприема репресии срещу всички участници във вътрешни размирици.
Русия очаква, че в замяна на предоставянето на армия, за да бъде полицай на Европа, ще получи свобода на действие в отношенията си с разпадащата се Османска империя – „болният човек на Европа“. През 1853 г. Русия нахлува в райони, контролирани от Османската империя, което води до Кримската война. Великобритания и Франция се притичат на помощ на османците. След изтощителна война, водена предимно в Крим, с много висока смъртност от болести, съюзниците побеждават.
Историкът Орландо Файджис посочва дългосрочните щети, понесени от Русия в резултат от войната:
Демилитаризацията на Черно море беше сериозен удар за Русия, която вече не беше в състояние да защити уязвимата си южна крайбрежна граница от британския или който и да е друг флот... Унищожаването на руския Черноморски флот, Севастопол и други военноморски пристанища беше унижение. Никога преди това на велика сила не беше налагано задължително разоръжаване... Съюзниците всъщност не смятаха, че си имат работа с европейска сила. Те смятаха Русия за полуазиатска държава... В самата Русия поражението в Крим дискредитира въоръжените сили и подчерта необходимостта от модернизиране на отбраната на страната, не само в строго военен смисъл, но и чрез изграждането на железопътни линии, индустриализация, стабилни финанси и т.н.... Образът, който много руснаци бяха изградили за страната си – най-голямата, най-богатата и най-могъщата в света – внезапно беше разбит. Изостаналостта на Русия беше разкрита [пред света]... Кримската катастрофа разкри недостатъците на всяка една институция в Русия – не само корупцията и некомпетентността на военното командване, технологичната изостаналост на армията и флота или неадекватните пътища и липсата на железопътни линии, които обясняваха хроничните проблеми със снабдяването, но и лошото състояние и неграмотността на крепостните селяни, съставляващи въоръжените сили, неспособността на крепостната икономика да поддържа състояние на война срещу индустриалните сили, както и недостатъците на самата автокрация.

### Александър II и премахването на крепостното право
Когато Александър II се възкачва на трона през 1855 г., искането за реформи е вече масово. Най-належащият проблем, пред който е изправено правителството, е крепостничеството. През 1859 г. има 23 милиона крепостни селяни (от общо население от 67 милиона). Като се опаосява от граждански вълнения, които в крайна сметка биха могли да доведат до революция, Александър II решава превантивно да премахне крепостничеството с т.нар. реформа за еманципация през 1861 г. Тя донася в градовете свободна работна ръка, стимулира индустрията и средната класа нараства по брой и влияние. Освободените селяни получават земя, която трябва да купуват от земевладелците с държавна помощ. Правителството издава специални облигации на земевладелците за отпуснатата земя, а от селяните събира данък, наречен изкупни плащания, в размер на 5% годишно от общата стойност на разпределената им земя. Цялата земя, предадена на селяните, е колективна собственост на мира, селската община, която разпределя земята между селяните и контролира техните стопанства.
Освен премахването на крепостничеството Александър извършва още множество реформи. Той реорганизира съдебната система, като назначава изборни местни съдии, премахва смъртното наказание, насърчава местното самоуправление чрез земската система, налага всеобща военна повинност, премахва някои от привилегиите на благородниците и насърчава университетите.
Външната политика Александър II е забележителна с продажбата на Аляска на Съединените щати през 1867 г. Модернизирана е системата на военното командване. Русия се стреми към мир и заедно с Германия и Австрия основава Съюз на тримата императори, което стабилизира положението в Европа. Руската империя се разширява в Сибир и Кавказ и печели територии за сметка на Китай. За да предотврати назряващото въстание в Полша през 1863 г., той я лишава от отделната ѝ конституция и я включва в Русия. Във вътрешната политика, за да противодейства на възхода на революционните и анархистките движения, царят изпраща хиляди дисиденти в изгнание в Сибир и предлага допълнителни парламентарни реформи. Срещу него са извършени осем покушения от атентатори, докато най-накрая го убиват през 1881 г.
В края на 70-те години на XIX век Русия и Османската империя отново се сблъскват на Балканите. Руско-турската война е популярна сред руския народ, който подкрепя борбата за независимост на своите православни братя славяни, сърбите и българите. Победата на Русия в тази война позволява на редица балкански държави да получат независимост: Румъния, Сърбия, Черна гора. България става независима де факто, макар и не в пълен размер. Войната обаче засилва напрежението с Австро-Унгария, която също има амбиции в региона. Царят е разочарован от резултатите от Берлинския конгрес през 1878 г., но спазва сключения договор.
През този период Русия разширява империята си в Централна Азия, завладявайки ханствата Коканд, Бухара и Хива, както и Транскаспийския регион. Напредването на Русия в Азия води до опасения у британците, че руснаците планират агресия срещу Британска Индия. Преди 1815 г. Лондон се притеснява, че Наполеон ще се обедини с Русия, за да проведат заедно мощна кампания срещу английските владения. След 1815 г. Лондон се опасява, че Русия ще го направи постепенно сама (вж. Голямата игра). Историците обаче съобщават, че руснаците никога не са имали намерение да нападат Индия.

### Руското общество през втората половина на XIX век
През 60-те години на XIX век в Русия се развива движението нихилизъм. Терминът е въведен първоначално от Иван Тургенев в романа му „Бащи и синове“ (1862). Нихилистите искат унищожаване на човешките институции и закони, въз основа на предположението, че те са изкуствени и корумпирани. В основата си руският нихилизъм се характеризира с убеждението, че светът е лишен от обективно значение, цел, познаваема истинност и реални ценности. В началото много руски либерали смятат това течение за празни приказки на интелигенцията. Нихилистите поставят под въпрос всички стари ценности и шокират руската върхушка. Те обаче активно се включват в каузата на реформите и се превръщат в основна политическа сила. Възходът им е улеснен от действията на декабристите, разбунтували се през 1825 г., и от финансовите и политически трудности, причинени от Кримската война, която кара много руснаци да загубят вяра в политическите институции. Руските нихилисти създават манифеста Катехизис на революционера.
След като нихилистите не успяват да привлекат аристокрацията и земевладелците към каузата на реформите, те се обръщат към селяните. Тяхната кампания става известна като Народническо движение. Тя се основава на убеждението, че обикновените хора притежават мъдростта и мирната способност да застанат начело на нацията. С набирането на скорост от народническото движение правителството предприема действия за неговото унищожаване. В отговор на нарастващата реакция на правителството, едно радикално (анархистко) крило на народниците изповядва и практикува тероризъм. Един след друг видни държавни служители биват застреляни или убити от бомби. Анархизмът в Русия е във възход и става мощна революционна сила. Накрая, след няколко неуспешни опита, цар Александър II е убит от анархисти през 1881 г., точно в деня, в който одобрява предложение за свикване на представително събрание, което да разгледа нови реформи, предназначени да отговорят на революционните искания.
Краят на XIX век и началото на XX век е известен като „Сребърен век на руската култура“. Периодът е доминиран от художествените движения на руския символизъм, акмеизма и руския футуризъм, процъфтяват много поетични школи, включително тенденцията на мистичен анархизъм в рамките на символисткото движение. Руският авангард е голяма, влиятелна вълна в модерното изкуство, която процъфтява в Руската империя и Съветския съюз приблизително от 1890 до 1930 г. – въпреки че някои поставят началото му още в 1850 г., а края му – чак в 1960 г.

### Автокрация и реакция при Александър III
За разлика от баща си, новият цар Александър III (1881 – 1894) през цялото си управление е твърд реакционер, който възражда лозунга „Православие, автокрация и национален характер“. Убеден славянофил, Александър III вярва, че Русия може да бъде спасена от хаос само като се откъсне от подривните влияния на Западна Европа. По време на неговото управление Русия сключва съюз с републиканска Франция, за да се противопостави на нарастващата мощ на Германия, завършва завладяването на Централна Азия и получава важни териториални и търговски отстъпки от Китай.
Най-влиятелният съветник на царя е Константин Победоносцев, учител на Александър III и сина му Николай, и оберпрокурор на Светия синод от 1880 до 1895 г. Той учи своите царски възпитаници да се страхуват от свободата на словото и печата и да мразят демокрацията, конституциите и парламентарната система. При Победоносцев революционерите са преследвани и се провежда политика на русификация.

## Русия във война: между буржоазните републиканци и болшевиките

### Николай II и новото революционно движение
Александър е наследен от сина си Николай II (упр. 1894 – 1918). Индустриалната революция, която започва да оказва значително влияние в Русия, междувременно създава силите, които най-накрая ще свалят монархията. В политически план тези опозиционни сили се организират в три конкуриращи се политически партии: Либералните елементи сред индустриалците и благородниците, които искат мирни социални реформи и конституционна монархия, основават през 1905 г. Конституционнодемократическата партия или Кадети Последователите на народническата традиция през 1901 г. основават Социалистическата революционна партия (Есери), застъпвайки се за разпределението на земята между онези, които я обработват. Трета радикална група основава Руската социалдемократическа работническа партия или РСДРП през 1898 г.; тази партия е основният пропагандатор на марксизма в Русия. Разчитайки на подкрепа от радикалните интелектуалци и градската работническа класа, тя прокламира пълна социална, икономическа и политическа революция.
През 1903 г. РСДРП се разделя на две крила: радикалните болшевики, водени от Владимир Ленин, и относително умерените меншевики, водени от Юлий Мартов. Меншевиките вярват, че руският социализъм трябва да расте постепенно и мирно и че царският режим трябва да бъде заменен от демократична република. Болшевиките се застъпват за формирането на малък елит от професионални революционери, подчинени на строга партийна дисциплина, които да действат като авангард на пролетариата, за да завземат властта със сила.
В началото на XIX век Русия продължава експанзията си в Далечния изток; китайската Манджурия е в зоната на руските интереси. Русия взема активно участие в намесата на великите сили в Китай за потушаване на Боксерското въстание. По време на тази война Русия окупира Манджурия, което предизвиква сблъсък на интереси с Япония. През 1904 г. започва Руско-японската война, която завършва изключително неблагоприятно за Русия.

### Революцията от 1905 г.
Катастрофалното представяне на руските въоръжени сили в Руско-японската война е сериозен удар за руската държава и увеличава недоволството сред народа.
През януари 1905 г. при инцидент, известен като „Кървавата неделя“, са дадени множество невинни жертви. По традиция народът изразява исканията си с петиция към царя. отец Гапон повежда огромна тълпа към Зимния дворец в Санкт Петербург, за да представи петицията. Когато шествието достига двореца, охраната от казаци открива огън, убивайки стотици. Руснаците са толкова възмутени от клането, че е обявена обща стачка с искане за демократична република. Започва Руската революция от 1905 г. В повечето градове са създадени колективни Съвети (съвети на работниците), за да ръководят революционната дейност.
През октомври 1905 г. Николай неохотно публикува Октомврийския манифест, с който допуска създаването на Държавна дума на Руската империя (законодателно събрание), която да бъде свикана незабавно. Правото на глас е разширено и никой закон не може да влезе в сила без потвърждение от Думата. Умерените групи са доволни; но социалистите отхвърлят отстъпките като недостатъчни и се опитват да организират нови стачки. До края на 1905 г. сред реформаторите цари разединение и позицията на царя укрепва.

### Първа световна война
На 28 юни 1914 г. босненските сърби извършват Сараевския атентат и убиват ерцхерцог Франц Фердинанд. Австро-Унгария отправя ултиматум към Сърбия, която смята за руска клиентска държава. Русия няма договорни задължения към Сърбия и повечето управляващи искат да избегнат войната. Но в тази криза те имат подкрепата на Франция и вярват, че подкрепата за Сърбия е важна за доверието в Русия и за постигането на лидерска роля на Балканите. Цар Николай II мобилизира руските военни сили на 30 юли 1914 г., за да защити Сърбия. Кристофър Кларк заявява: „Руската обща мобилизация [от 30 юли] е едно от най-важните решения на юлската криза “. Германия отговаря със собствена мобилизация и обявяване на война на 1 август 1914 г. От август 1914 до декември 1917 г. Русия се сражава на страната на Антантата срещу Централните сили. При започването на военните действия руснаците предприемат настъпление срещу Германия и срещу Австро-Унгария.
Многочислената, но зле командвана и зле екипирана руска армия се сражава упорито. Загубите са огромни. В кампанията от 1914 г. руските сили побеждават австро-унгарците в битката за Галиция. Успехът на руската армия принуждава германците да изтеглят части от Западния на Източния фронт. Централните сили побеждават в кампанията в Полша през 1915 г. и следва голямо отстъпление на руската армия. През 1916 г. руснаците отново нанасят мощен удар на австрийците по време на настъплението на Брусилов.
Към 1915 г. бойният дух на руснаците спада. Много новобранци пристигат на фронта невъоръжени. Въпреки това руската армия продължава да се бие и ангажира голям брой германци и австрийци. Когато вътрешният фронт показва от време на време изблици на патриотизъм, царят и неговото обкръжение пропускат да го използват за военна изгода. Руската армия не сплотява етническите и религиозни малцинства, враждебни към Австрия, например поляците. Царят отказва да сътрудничи с националния законодателен орган, Думата, и слуша по-малко експертите, отколкото съпругата си, която пък е под влиянието на главния си съветник, „светия човек“ Григорий Распутин. Настъпва бежанска криза, тъй като повече от два милиона бежанци напускат завзетите от врага територии. Германският и османският флот пречат на Русия да внася спешно необходимите доставки през Балтийско и Черно море. Многократните военни провали и бюрократичната некомпетентност скоро настройват големи части от населението срещу правителството. Към средата на 1915 г. настроението е деморализиращо. Храната и горивото не достигат, жертвите на фронта растат, а в тила инфлацията нараства. Стачките сред фабричните работници се увеличават, а селяните, които искат поземлени реформи, се бунтуват. Междувременно недоверието на елита към режима се задълбочава от влиянието на Распутин. Убийството му в края на 1916 г. слага край на скандала, но не възстановява престижа на автокрацията.

## Гражданска война (1917 – 1922)

### Руска революция
В края на февруари 1917 г. в една фабрика в столицата Петроград (Санкт Петербург) се провежда стачка. На 23 февруари 1917 г. хиляди жени текстилни работнички напускат фабриките, протестирайки срещу липсата на храни и призовавайки други работници да се присъединят към тях. В рамките на няколко дни почти всички работници в града остават без работа и избухват улични боеве. Царят разпуска Думата, заповядва стачкуващите да се върнат на работа и нарежда на войските да стрелят по демонстрантите. Неговите заповеди предизвикват Февруарската революция, защото войниците застават на страната на стачкуващите. На 2 март Николай II абдикира.
За да запълни вакуума във властта, временен комитет от депутати на Думата назначава Временно правителство, начело с княз Лвов, което няколко месеца по-късно дори провъзгласява Руска република. Междувременно социалистите в Петроград организират избори сред работниците и войниците, за да сформират съвети от работнически и войнишки депутати, като орган на народната власт, който да може да окаже натиск върху „буржоазното“ Временно правителство. Основна роля в последвалите събития изиграва Петроградският съвет.
През юли, след поредица от кризи, подкопали авторитета му сред обществеността, ръководителят на Временното правителство Лвов подава оставка и е наследен от Александър Керенски, който е по-прогресивен от предшественика си, но не достатъчно радикален за болшевиките, а и за много руснаци, недоволни от задълбочаващата се икономическа криза и войната. Ръководеният от болшевики съвет в Петроград се обедява със съветите, сформирани в цялата страна, за да създаде национално движение.
Германското правителство предоставя над 40 милиона златни марки, за да субсидира болшевишки публикации и дейности, насочени срещу царското правителство, и особено насочени към недоволните войници и работници. През април 1917 г. Германия дори предоставя специален запечатан влак, за да върне Владимир Ленин от изгнанието му в Швейцария в Русия. След много задкулисни маневри, съветите извършват преврат през ноември 1917 г. и прогонват Керенски и неговото умерено временно правителство в изгнание. Тези събития стават известни като Октомврийската революция (в съветската историография Велика октомврийска социалистическа революция).
Болшевики като Анатолий Луначарски, Моисей Урицки и Дмитрий Мануилски утвърждават, че влиянието на Ленин върху болшевишката партия е било решаващо, но Октомврийското въстание протича по план на Лев Троцки, а не по план на Ленин.
Когато националното Учредително събрание (избрано през декември 1917 г. чрез избори, подготвени от Временното правителство) отказва да се подчини на искането на болшевиките да потвърди техните декрети, то бива веднага разпуснато от болшевиките и всички остатъци от демокрация са премахнати. След като пречката на умерената опозиция е премахната, Ленин успява да освободи режима си от военния проблем чрез унизителния за Русия Брест-Литовски договор (1918 г.). Русия губи голяма част от западните си погранични земи. Когато обаче Германия в крайна сметка е победена, съветското правителство се отказва от договора.

### Гражданска война в Русия
Болшевишката хватка върху властта в никакъв случай не е стабилна и избухва продължителна борба между новия режим и неговите противници, сред които са социалистическите революционери, антиболшевишкото бяло движение и голям брой селяни. Руската императорска армия е разпусната и започва да се сформира нова, Червена армия. По същото време съюзническите сили изпращат няколко експедиционни армии в подкрепа на антиболшевишките сили в опит да принудят Русия да встъпи отново в световната война. Болшевиките се борят както срещу тези сили, така и срещу движенията за национална независимост в провинциите на бившата Руска империя. Към 1921 г. те успяват да победят вътрешните си врагове и поставят под свой контрол повечето от търсещите независимост държави, с изключение на Финландия, балтийските държави, Молдовската демократична република (която избира да се обедини с Румъния) и Полша (с която водят Полско-съветската война). Финландия анексира региона Печенга на руския Колски полуостров; Съветска Русия и подчинените ѝ съветски републики отстъпват части от територията си на Естония (окръг Пецери и естонска Ингрия), Латвия (Питалово) и Турция (Карс). Полша завзема оспорваните територии на Западна Беларус и Западна Украйна, бивши части на Руската империя (с изключение на Галиция) на изток до линията Кързън.
И двете страни редовно извършват брутални зверства срещу цивилното население. По време на Гражданската война например силите на Петлюра и Деникин избиват от 100 000 до 150 000 евреи в Украйна и Южна Русия. Стотици хиляди евреи стават бездомни, а десетки хиляди страдат от тежки заболявания. Тези кланета днес са известни като Бял терор (Русия).
Оценките за общия брой на убитите по време на Червения терор, извършен от болшевиките, варират значително. Един източник твърди, че общият брой на жертвите е към 1,3 милиона, докато други дават оценки, вариращи от 10 000 в началния период на репресии до 140 000 . Има оценка за извършени 28 000 екзекуции годишно от декември 1917 г. до февруари 1922 г. [ 187 ] Най-надеждните оценки за общия брой на убитите посочват около 100 000, докато други предполагат цифра от 200 000.
Руската икономика е опустошена от войната, като фабрики и мостове са разрушени, добитък и суровини разграбени, мини наводнени, а машини повредени. Сушите от 1920 и 1921 г., както и гладът през 1921 г., влошават още повече положението. Болестите достигат пандемични размери, като през 1920 г. само от тиф умират 3 000 000 души. Милиони други умират от масов глад. Към 1922 г. в Русия има най-малко 7 000 000 безпризорни деца в резултат на близо десет години опустошения от Първата световна война и Гражданската война. Други един до два милиона души, известни като бели емигранти, емигрират от Русия. Много от тях се евакуират от Крим през 1920 г., някои бягат през Далечния изток, други заминават на запад в новите независими балтийски страни. Тези емигранти включват голям процент от образованото и квалифицирано население.

## Съветски съюз (1922 – 1991)

### Създаване на Съветския съюз
Съветският съюз, създаден през декември 1922 г. от лидерите на Руската комунистическа партия, е приблизително в границите на Русия отпреди Брест-Литовския договор. Новата държава включва четири съставни републики: Руска СФСР, Украинска ССР, Беларуска ССР и Закавказка СФСР.
Конституцията, приета през 1924 г., установява федерална система на управление, основана на пирамида от съвети във всяка съставна република. Върховен законодателен орган е Общосъюзен конгрес на съветите, а между конгресите – двукамарен Общосъюзен ЦИК, съставен от Съвет на съюза и Съвет на националностите. Изпълнителната власт се упражнява от Съвет на народните комисари на СССР (СНК, Совнарком). С приемането на Конституцията от 1936 г. СНК е преименуван на Правителство на СССР Въпреки че изглежда, че конгресът упражнява суверенната власт, той всъщност се управлява изцяло от КПСС и нейния централен комитет, който от своя страна е подчинен на Политбюро на ЦК на КПСС в Москва. В продължение на около 30 години Генерален секретар на ЦК на КПСС и премиер на СССР (съответно 1922 – 53 и 1941 – 53) е Йосиф Сталин.

### Военен комунизъм и нова икономическа политика
Периодът от началото на болшевишката революция през 1917 г. до 1921 г. е известен като период на военния комунизъм. Земята, цялата промишленост и малкият бизнес са национализирани, а паричната икономика е ограничена. Срещу този режим се развива силна опозиция. Селяните искат плащания в брой за своите продукти и негодуват, че са задължени да предават излишното зърно на правителството като част от политиката за подкрепа на гражданската война. Изправен пред недоволството на селото, Ленин налага стратегическо отстъпление от военния комунизъм, известно като Нова икономическа политика (НЕП). Селяните са освободени от данъци на едро върху зърното и им се позволява да продават излишъка от продукцията си на свободния пазар. Разрешава се частната търговия на дребно. Държавата продължава обаче да контролира банковото дело, транспорта, тежката промишленост и комуналните услуги.
Въпреки че лявата опозиция сред комунистите критикува остро богатите селяни (кулаци), които се възползват от НЕП, програмата се оказва изключително полезна и икономиката се съживява. След смъртта на Ленин в началото на 1924 г. НЕП е изоставена поради нарастващата опозиция вътре в партията.

### Промени в руското общество
Докато руската икономика се трансформира от капиталистическа в социалистическа, социалният живот на хората претърпява също толкова драстични промени. Семейният кодекс от 1918 г. предоставя на жените равен статут с мъжете и позволява двойката да приеме фамилията на съпруга или съпругата. Разводът вече не изисква съдебна процедура, а за да се освободят напълно жените от отговорността да раждаат деца, абортът е легализиран още през 1920 г. Като страничен ефект, еманципацията на жените увеличава предлагането на работна ръка. Момичетата са насърчавани да получат образование и да градят кариера. Създават се общински детски ясли и се полагат усилия за изместване на центъра на социалния живот от дома към образователни и развлекателни групи: съветските клубове.
Съветското правителство провежда политика на ликвидиране на неграмотността (Ликбез). След индустриализацията започва масова урбанизация. В областта на националната политика през 20-те години на XX век е проведена политика на коренизация, призвана да изглади противоречията между центраната власт и коренното население на националните републики. От средата на 30-те години обаче сталинското правителство се връща към царската политика на русификация на покрайнините. По-специално, езиците на всички народи на СССР са транскрибирани на кирилица.

### Индустриализация и колективизация
Годините от 1929 до 1939 г. са бурно десетилетие в съветската история – период на масова индустриализация и вътрешни борби, докато Йосиф Сталин установява почти пълен контрол над партията и обществото, упражнявайки практически неограничена власт. След смъртта на Ленин Сталин се бори да получи контрол над партията със съперничещи си фракции в Политбюро, особено с тази на Лев Троцки. Към 1928 г., когато троцкистите са или заминали в изгнание, или са обезсилени, Сталин е готов да приложи радикална програма за индустриализация.
През 1929 г. Сталин предлага първия петгодишен план. Планът премахва НЕП и е първият от поредица планове, насочени към бързо натрупване на капиталови ресурси чрез изграждане на тежка промишленост, колективизация на селското стопанство и ограничено производство на потребителски стоки. За първи път в историята правителството контролира цялата икономическа дейност. Бързият растеж на производствения капацитет и обемът на производството на тежката промишленост са от голямо значение за осигуряване на икономическа независимост от западните страни и за укрепване на отбранителните способности на страната. По това време Съветският съюз осъществява прехода от аграрна към индустриална страна.
Като част от плана, правителството поема контрола върху селското стопанство чрез държавните и колективните стопанства (колхозите). С декрет от февруари 1930 г. около един милион богати селяни (кулаци) са принудени да напуснат земята си. Много селяни категорично се противопоставят на държавното регулиране, често избивайки стадата си, когато трябва да загубят земята си. В някои райони те се разбунтуват и безброй селяни, обявени за „кулаци“ от властите, са екзекутирани. В периода 1930 – 33 г. се натрупват няколко фактора: лоша реколта, набързо създадените колективни стопанства са неефективни, поради недостиг е проведена масова конфискация на зърно. Тази комбинацията предизвиква сериозен глад и няколко милиона селяни умират от глад, предимно в Украйна, Казахстан и части от югозападна Русия. Влошаващите се условия в селските райони принуждават милиони отчаяни селяни да мигрират към бързо разрастващите се градове, подхранвайки индустриализацията и увеличавайки значително градското население.

### Сталински репресии
НКВД набелязва десетки хиляди съветски граждани, за да бъдат арестувани, набързо осъдени, депортирани или екзекутирани. От шестимата първоначални членове на Политбюро от 1920 г., които остават след Ленин, всички са прочистени от Сталин. По време на Големите чистки . са ликвидирани стари болшевики, съратници на Ленин, висши офицери в Червената армия и директори на промишлени предприятия Чистките в други съветски републики също спомагат за централизирането на контрола в СССР.
Сталин унищожава опозицията в партията, състояща се от старите болшевики, по време на Московските процеси. НКВД под ръководството на сталинския комисар Николай Ежов извършва серия от мащабни репресивни операции срещу кулаците и различни национални малцинства в СССР. По време на Големите чистки от 1937 – 38 г. са екзекутирани около 700 000 души.
Въведени са тежки наказания и много граждани биват преследвани за фиктивни, но тежки престъпления като саботаж и шпионаж. Трудът на затворниците, принудително работещи в трудовите лагери на ГУЛАГ, се превръща във важен компонент от усилията за индустриализация, особено в Сибир. През ГУЛАГ са преминали около 18 милиона души, а може би още 15...милиона са полагали някаква друга форма на принудителен труд.
След разделянето на Полша през 1939 г., НКВД екзекутира 20 000 пленени полски офицери при клането в Катин. В края на 30-те и първата половина на 40-те години, сталинското правителство извършва масови депортации на различни националности. Редица етнически групи и цели народи са депортирани от местата си на живеене в Централна Азия.

### Съветският съюз на международната сцена преди войната
Съветският съюз гледа с тревога на идването на власт в Германия през 1933 г. на пламенния антикомунист Хитлер, особено след като Хитлер обявява „Drang nach Osten“ за една от основните цели във визията си за „Lebensraum“. Съветите подкрепят републиканците в Испания, които се борят срещу фашистките германски и италиански войски в Испанската гражданска война. През 1938 – 1939 г. Съветският съюз успешно се сражава срещу имперска Япония в съветско-японските гранични конфликти в руския Далечен изток, което води до съветско-японски неутралитет и крехък пограничен мир, продължил до август 1945 г.
През 1938 г. Германия анексира Австрия и заедно с други западноевропейски сили подписва Мюнхенското споразумение, след което Германия, Унгария и Полша си разделят части от Чехословакия. Германските планове за по-нататъшно разширяване на изток, както и липсата на решителност от страна на западните сили да му се противопоставят, стават все по-очевидни. Въпреки че Съветският съюз категорично се противопоставя на Мюнхенската сделка и многократно потвърждава готовността си да изпълни ангажиментите, поети по-рано към Чехословакия, но предателството на Запада води до края на Чехословакия. Това кара Съветския съюз да ускори модернизацията на военната си индустрия и да проведе собствени дипломатически маневри. През 1939 г. Съветският съюз подписва пакта Молотов-Рибентроп : пакт за ненападение с нацистка Германия, разделящ Източна Европа на две отделни сфери на влияние. След пакта СССР нормализира отношенията си с нацистка Германия и възобновява съветско-германската търговия.

### Втора световна война
На 17 септември 1939 г. Червената армия нахлува в Източна Полша, като посочва като оправдание „необходимостта от защита на украинците и беларусите“ там, след „прекратяването на съществуването“ на полската държава. В резултат на това западните граници на Беларуската и Украинската съветски републики са преместени на запад, а новата съветска западна граница е прокарана близо до първоначалната линия на Кързън. Междувременно преговорите с Финландия за размяна на територии, която би преначертала съветско-финландската граница по-далеч от Ленинград, се провалят и през декември 1939 г. СССР нахлува и във Финландия, започвайки кампания, известна като Зимната война (1939 – 1940), с цел анексиране на Финландия. Войната взема тежки жертви и Съветите не успяват да завладеят Финландия, но принуждават Финландия да подпише Московския мирен договор и да отстъпи Карелския провлак и Ладожка Карелия. През лятото на 1940 г. СССР отправя ултиматум към Румъния, принуждавайки я да отстъпи териториите на Бесарабия и Северна Буковина. По същото време Съветският съюз окупира и трите бивши независими балтийски държави (Естония, Латвия и Литва).
Мирът с Германия е крехък, тъй като и двете страни се готвят за война и внезапно приключва, когато силите на Оста, начело с Германия, преминават съветската граница на 22 юни 1941 г. До есента германската армия е завзела Украйна, обсадила Ленинград и заплашва да превземе самата столица Москва. Въпреки че през декември 1941 г. Червената армия отблъсква германците от Москва с успешна контраатака, те запазват стратегическата инициатива за около още една година и провеждат дълбока офанзива на югоизток, достигайки Волга и Кавказ. Решаващи обаче се оказват две големи германски поражения при Сталинград и Курск. Те обръщат хода на цялата световна война, тъй като германците така и не се възстановяват, за да продължат настъпателните си операции, а Съветският съюз си връща инициативата за останалата част от войната. Към края на 1943 г. Червената армия е пробила германската блокада на Ленинград и е освободила голяма част от Украйна, голяма част от Западна Русия и е навлязла в Беларус. По време на кампанията от 1944 г. Червената армия побеждава германците в серия от офанзивни кампании, известни като „Десетте удара на Сталин“. Към края на 1944 г. фронтът се е преместил в Източна Европа, далеч отвъд съветските граници от 1939 г.. Съветските войски навлизат в Източна Германия, превземайки Берлин през май 1945 г. По този начин войната с Германия завършва триумфално за Съветския съюз.
Както е договорено на Ялтенската конференция, три месеца след Деня на победата в Европа СССР започва нахлуване в Манджурия, побеждавайки японските войски там, последната съветска битка от Втората световна война.
Въпреки че Съветският съюз е победител във Втората световна война, резултатите от войната са около 26 – 27 г. милиона съветски жертви (оценките варират) и опустошение на съветската икономика. Около 70 000 селища са унищожени. Окупираните територии са опустошени при германската окупация и много хора са депортирани за робски труд в Германия. Тринадесет милиона съветски граждани стават жертва на репресивната политика на Германия и нейните съюзници в окупираните територии, където хората умират поради масови убийства, глад, липса на медицинска помощ и робски труд. Холокостът, извършен от германски айнзацгрупи заедно с местни колаборационисти, води до почти пълно унищожение на еврейското население на цялата територия, временно окупирана от Германия и нейните съюзници. По време на окупацията Ленинградска област губи около една четвърт от населението си, Съветска Беларус губи от една четвърт до една трета от населението си и 3,6 милиона съветски военнопленници (от 5,5 милиона) загиват в германски лагери.

## СССР през втората половина на XX век

### При Хрушчов и Брежнев
След смъртта на Сталин през 1953 година започва борба за власт, най-близките му сътрудници са победени. Никита Хрушчов затвърждава позициите си в реч пред ХХ конгрес на Комунистическата партия на Съветския съюз, с подробни описания на зверствата на Сталин. С идването на Хрушчов на власт се слага край на политиката на терор. През 1964 година Хрушчов е свален от КПСС, като основните обвинения са съветски неуспехи като Карибската криза и китайско-съветските противоречия. След Хрушчов е избран Леонид Брежнев. Въпреки подобряването на икономическото планиране по времето на Хрушчов системата остава зависима от централните правителствени планове, които не се позовават на пазарните механизми, през 1970-те години СССР забавя темповете на икономически растеж.

### Разпадане на СССР
С идването на власт на Михаил Горбачов се предприемат значителни промени в икономиката и в партийното ръководство. След десетилетия на правителствени репресии Горбачов провежда политика на гласност, освободен е общественият достъп до информация. Разпада се съюзът от съветски републики.

## Руска федерация (1991-днес)

### Държавно устройство
За първи президент на Русия е избран Борис Елцин. През септември 1993 година с указ на президента е ликвидирана системата на съветите в Русия, а през декември е приета нова конституция. Икономическата либерализация е формирана около концепцията за т.нар. „шокова терапия“, препоръчана от икономисти от САЩ и Международния валутен фонд. Всичко това довежда до голяма икономическа криза, характеризираща се с 50% спад на БВП и промишленото производство между 1990 и 1995 г. Приватизацията до голяма степен измества контрола на предприятията от държавните органи към частни лица с вътрешни връзки в държавната система. Много от новобогаташите и бизнесмените взимат милиарди в брой и ги реализират извън страната в огромни капитали. Депресията на държавата и икономиката довеждат до разпад на социалните услуги; раждаемостта се срива, а смъртността се повишава в пъти. Усилва се масовият алкохолизъм и наркоманията, в резултат на които годишно умират хиляди хора. Милиони хора са изоставени в бедност – от ниво на 1,5% в края на съветската ера (1989) до 39 – 49% в средата на 1993 г. През 1990-те години се вижда крайна корупция и беззаконие, възход на престъпни банди и насилие. Зараждат се и конфликти, породени от желания за независимост в Чечня и Дагестан.
Русия поема отговорността за уреждането на външния дълг на СССР (въпреки че населението на Русия е 60% от населението на СССР по време на неговото разтрогване) за сметка на отстъпки от страна на останалите бивши съюзни републики на СССР – получава например почти всички имоти извън бившия СССР. Високите бюджетни дефицити причиниха руската финансова криза от 1998 г. и довеждат до допълнителен спад на БВП.
На 31 декември 1999 г. президентът Елцин подава оставка заради събитията в Чечня и тежката икономическа криза. Назначеният малко по-рано за министър-председател Владимир Путин печели президентските избори през 2000 г. Путин отвръща на чеченските опълченци, в резултат на което избухва Втората чеченска война. С поредица от успешни и добре организирани военни операции в Чечня и Дагестан опълченското движение е смазано, въпреки че и до днес се наблюдава насилие в района. Така Русия възвръща своя контрол над Чечня и тя става отново субект от Росийска Федерация. Високите цени на нефта и инвестициите, помагат на икономиката да расте в продължение на 9 поредни години. Подобрява се стандартът на живот в големите градове и се увеличава влиянието на Росия на световната сцена. Въпреки че много реформи, направени по време на председателството на Путин, са критикувани от западните държави, както и организации като ООН,
На 2 март 2008 г. Дмитрий Медведев е избран за президент на РФ, докато Путин става министър-председател. Путин се връща в президентството след президентските избори през 2012 г. и Медведев е назначен за министър-председател.